# Ruth Jones (femme politique britannique)
Pour les articles homonymes, voir Ruth Jones et Jones.
Ruth Lorraine Jones, née le 23 avril 1962 à Newport, est une femme politique britannique, membre du Parti travailliste.
Depuis avril 2019, elle est députée de Newport West.

## Jeunesse
Jones fait ses études à la Duffryn High School de Newport. Après une formation à l'Université de Cardiff, elle travaille comme physiothérapeute dans le Service National de Santé à partir de 1983, gérant les enfants et les services de handicap d'apprentissage des adultes pour le Conseil de Santé de l'Université Aneurin Bevan.

## Carrière politique
Jones s'engage auprès de l'organisme professionnel et du syndicat Chartered Society of Physiotherapy (CSP) en tant que délégué syndical, délégué régional, puis membre du Conseil de la CSP. En 2007, elle est élue présidente du Wales TUC pour deux ans. En 2016, elle est négociatrice principale à temps plein pour le CSP,.
Jones rejoint le Parti travailliste "quand Tony Blair est chef", se "déclare socialiste", mais concernant Jeremy Corbyn reconnaît qu'il y a "des vues fortes pour lui et des vues fortes contre lui". Elle se décrit cependant comme n'étant ni membre du Blairite Progress ni du groupe Momentum.
Elle se présente à Monmouth pour les travaillistes aux Élections générales britanniques de 2015 et de 2017.
Jones est classée première sur la liste du parti dans le sud-est du Pays de Galles lors de l'élection de l'Assemblée nationale de 2016. Comme le parti travailliste remporte 7 des 8 circonscriptions uninominales, le parti travailliste n'a droit à aucun siège supplémentaire sur la liste des membres supplémentaires, et Jones n'est pas élue.
Jones vote pour rester dans l'UE lors du référendum de 2016 . Elle plaide après le référendum pour que le Premier ministre cherche un «consensus» entre les partis sur la sortie de l'Union européenne  mais se dit opposée à un «Brexit tory dommageable ou à un résultat sans accord» . Elle dit que si "le Parlement [est incapable] de parvenir à un Brexit raisonnable", elle soutiendrait un vote du peuple.
Elle est désignée candidate parlementaire du Labour pour la troisième fois, à cette occasion pour Newport West en janvier 2019 et est élue députée en avril 2019 lors de l'élection partielle de Newport West, causée par la mort du député travailliste sortant, Paul Flynn. Sur un taux de participation relativement faible de 37,1%, Jones obtient 39,6% (9308) des voix, bien que la majorité travailliste soit passée de 5658 (en 2017) à 1951 voix. Elle prend son siège à la Chambre des communes le 8 avril 2019, et prononce son premier discours le 1er mai 2019 lors d'un débat sur le changement climatique. 
En août 2019, elle se joint à 100 autres députés pour demander au Premier ministre Boris Johnson de rappeler le Parlement des vacances d'été, et est l'un des 148 députés travaillistes qui écrivent au Premier ministre pour lui demander d'annuler la décision de proroger le Parlement en octobre pour un discours de la reine avant la date du Brexit du 31 octobre. Elle vote en faveur du Benn Act, visant à exiger une extension de l'article 50 à la fin du mois d'octobre pour empêcher une sortie sans accord le 31 octobre.
Elle est réélue aux élections générales de 2019 au Royaume-Uni avec une faible majorité de 2,1%. Elle est nommée dans l'équipe de l'ombre du Labour, d'abord en tant que ministre fantôme des inondations et des communautés côtières sous Corbyn, puis en tant que ministre fantôme de l'environnement naturel et de la qualité de l'air sous Keir Starmer. Elle est Secrétaire parlementaire privé auprès de la secrétaire de l'ombre pour l'Irlande du Nord, Louise Haigh au moment de sa promotion.

## Vie privée
Jones est mariée et a deux enfants adultes, qui ont tous deux étudié à l'école primaire de Glasllwch où elle est gouverneure d'école. Elle vit à Allt-yr-ynn.